# アンディ・マカフィー
アンディ・マカフィー（Anndi McAfee、本名：Anndi Lynn McAfee 、1979年9月28日 - ）は、アメリカの女優、歌手。彼女は仲間の俳優の姉であるスコット・マカフィー。

## 来歴
マカフィーはで生まれたロサンゼルス、カリフォルニア。彼女は7歳の時にステージ上で実行を開始し、一年後のフィルムのプロジェクトに働き始めました。マカフィーは、多くのコマーシャル、映画やテレビシリーズで見られると聞いてきた。
2004年には、マカフィーは卒業カリフォルニア州立大学ノースリッジ校で修士学位を取得してコミュニケーション研究。
2015年4月に、彼女は彼女がに移動されることを発表しましたニューヨークのキャリアの上に彼女の声を引き続き拡大する。

## 主な出演作品

### テレビアニメ
- ジンジャーの青春日記（ブロンド、メリル）
- KND ハチャメチャ大作戦（アンナ・ワージントン）
- ヘイ・アーノルド!（フィービー）
- リセス 〜ぼくらの休み時間〜（アシュリーA、アシュリーQ）
- リトルフット（セラ）

### 劇場アニメ
- シャーロットのおくりもの ウィルバーの大ぼうけん（ジョイ）
- トムとジェリーの大冒険（ロビン）
- ヘイ・アーノルド! ムービー（フィービー）
- リセス 〜ぼくらの夏休みを守れ!〜（アシュリーA）

### OVA
- リトルフットシリーズ（セラ）
  - リトルフット はっぱ食い虫で大災難
  - リトルフット 龍の岩の伝説
  - リトルフット ちびっこダイナソーと魔法の石
  - リトルフット アイス・フリーズ
  - リトルフット 海への大冒険
  - リトルフット ベスト・オブ・フレンズ
  - リトルフット ムーサウルスを救え!
  - リトルフット12
  - リトルフット13

### テレビドラマ
- 新スーパーマン（ヴァネサ）
- 恋するブライアン（アナスタシア）
- 天才少年ドギー・ハウザー（マギー）
- ベイウォッチ（ローレン・テイラー）
- ボーイ・ミーツ・ワールド（ジェニファー、メリッサ）

### ゲーム
- エバークエスト2（エンターテイナー 他）
- くもりときどきミートボール（サム・スパークス）
- サルゲッチュ3（サヤカ、ウッキーピンク（歌のみ））
- ダーククロニクル（モニカ・レイブランド）
- バービーの白鳥の湖（バービー）
- ファイナルファンタジーXIII（レブロ）
- ファイナルファンタジーXIII-2（レブロ）
- Mass Effect（エミリー・ウォン）
- Mass Effect 2（エミリー・ウォン 他）